# Ян-Майен
Ян-Ма́йен (норв. Jan Mayen) — остров между Гренландским и Норвежским морями, примерно в 600 километрах к северу от Исландии, в 500 километрах к востоку от Гренландии и в 1000 километрах к западу от Норвегии, чьей государственной территорией он является. Постоянное население на острове отсутствует.
В территориальном отношении остров подчинён губернатору Шпицбергена.

## Этимология
Открытый предположительно ещё в VI веке Св. Бренданом, остров вплоть до XVII века оставался безымянным. Посетившие остров в 1607—1615 годах английские, голландские, французские китобои давали ему названия: «Зубцы Гудзона», «Троица», «Ришельё», «Йорис», «Маврикий», «Сэр-Томас-Смит» и «Ян-Майен». Последнее название, присвоенное Северной Гренландской компанией по имени состоявшего на её службе капитана Яна Якобсона Мая ван Шеллинхаута, исторически закрепилось за островом.

## География

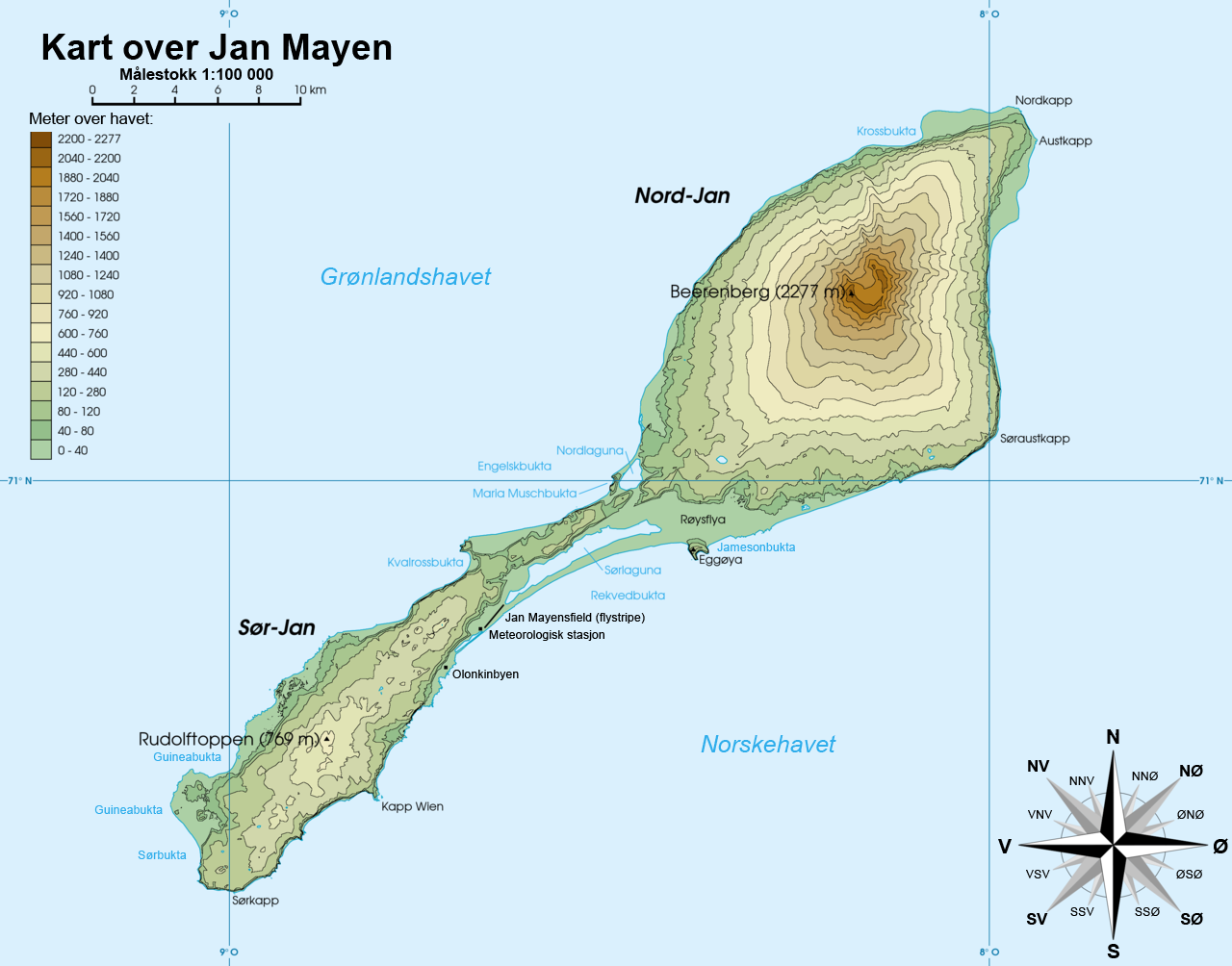
Карта острова Ян-Майен

Географические координаты: 71°00′ с. ш., 8°00′ з. д.
- Длина сухопутных границ — 0 км.
- Длина береговой линии — 124,1 км.

Морское право:
- территориальные воды — 4 морские мили;
- прилегающая зона — 10 морских миль;
- экономическая зона — 200 морских миль;
- континентальный шельф — зона 200-метровых глубин, или глубин разработки.

### Климат
Климат на острове — полярный морской с частыми штормами и устойчивым туманом.
Климат определяется малыми перепадами температур благодаря стабилизирующему влиянию моря, а также относительно высокими для этих широт средними значениями температур, что вызвано влиянием северных ответвлений Гольфстрима.
Средняя температура на острове летом составляет +5 °C, максимальная зарегистрированная — +18 °C. Средняя температура зимой составляет около −5 °C, изредка опускаясь ниже −20 °C.
Погода зачастую облачная, частые туманы, особенно осенью и весной, часто наблюдается сильный ветер переменных направлений.
| Показатель               | Янв. | Фев. | Март | Апр. | Май  | Июнь | Июль | Авг. | Сен. | Окт. | Нояб. | Дек. | Год  |
| ------------------------ | ---- | ---- | ---- | ---- | ---- | ---- | ---- | ---- | ---- | ---- | ----- | ---- | ---- |
| Средняя температура, °C  | −5,7 | −6,1 | −6,1 | −3,9 | −0,7 | 2,0  | 4,2  | 4,9  | 2,8  | 0,1  | −3,3  | −5,2 | −1,4 |
| Норма осадков, мм        | 61   | 53   | 55   | 40   | 40   | 35   | 47   | 61   | 82   | 82   | 66    | 65   | 687  |
| Источник: Climate Charts |      |      |      |      |      |      |      |      |      |      |       |      |      |

### Рельеф
Остров вулканического происхождения, частично покрыт льдом.

#### Высота и длина
- минимальная высота: Норвежское море — 0 м;
- максимальная высота: Беренберг (гора короля Хокона VII) — 2277,3 м.

Длина острова — 55 км (в направлении северо-восток — юго-запад).

#### Естественные риски
Спящий вулкан Беренберг, возобновивший свою деятельность в 1970 году.

## Окружающая среда. Текущее состояние
Пустынный вулканический остров, частично покрытый мхом и травой.

### Флора
На острове нет настоящих деревьев и кустарников — сосудистые растения представлены травянистой растительностью и карликовыми полярными ивами нескольких видов. В целом, сосудистых растений насчитывается 76 видов, из которых последний был открыт в 2002 году; среди них, в частности, насчитывается 5 видов одуванчиков, три из которых являются эндемиками острова и потому требуют особой защиты.
Также в составе флоры Ян-Майен насчитывается 176 видов мхов (42 печёночных мхов, 134 — листовых), около 140 видов лишайников и 66 видов грибов.

### Фауна
На острове насчитывается 98 видов птиц, из которых 18 постоянно гнездятся; гнездование ещё 7 видов вероятно, но не подтверждено. Из млекопитающих на острове время от времени наблюдаются белый и голубой песец и белый медведь: они заходят на остров при установлении долговременного ледового покрова или же их заносит сюда на льдинах.

## Топография
Остров Ян-Майен — вулканического происхождения, частично покрытый ледниками (площадь оледенения — 117 км²) и разделённый на бо́льшую северную часть (нор. Nord-Jan) и меньшую южную (нор. Sør-Jan), которые соединяются перешейком шириной примерно в 2,5 километра.
Время возникновения острова определено как примерно 700 тысяч лет назад.
Рельеф острова — гористый. Самой высокой точкой является вершина вулкана Беренберг на северной части (2277,3 метров над уровнем моря).
На перешейке расположены два крупных водоёма: Южная лагуна (нор. Sørlaguna) и Северная лагуна (нор. Nordlaguna). Обе они имеют смешанную воду из двух истоков: солёную, которая просачивается из моря и время от времени заносится волнами во время штормов, и пресную, стекающую во время таяния снега и льда со склонов. При этом солёная вода скапливается на дне водоёмов, а пресная и вполне пригодная для питья — на поверхности. Третье, гораздо меньшее озеро находится среди скал южной части острова и называется Ullerenglaguna. 5 ледников острова спускаются прямо в море: 2 на восточном побережье и 3 на северо-западном, однако протяжённость ледяных берегов невелика — около 2,5 % общей длины берегов.

## Геология

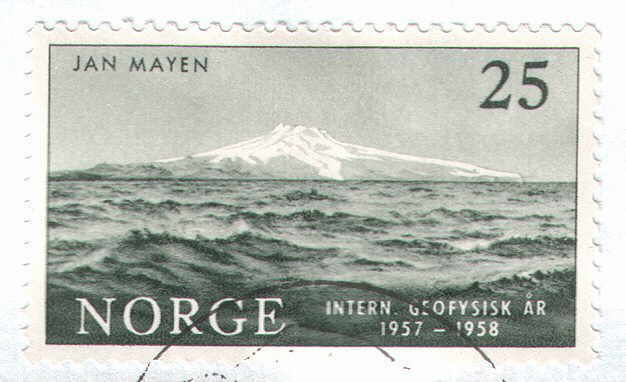
Вулкан Беренберг на острове Ян-Майен. Почтовая марка Норвегии (1957)

Остров расположен в 170 км от стыка Северо-Американской и Евразийской тектонических платформ, чем обусловлена высокая тектоническая активность в этом районе.
Вулкан Беренберг, формирующий северную часть острова, является самым северным действующим вулканом на Земле. За время с 1732 до 1985 года зафиксировано 6 его извержений. Последние извержения состоялись в 1970, 1973 и 1985 годах; сильнейшее зарегистрированное землетрясение составляло 5 баллов по шкале Рихтера. Во время извержения 1970 года, благодаря стечению лавы в море, площадь острова увеличилась на 4 квадратных километра.

## История
Остров был назван в честь голландского китобойного капитана, который обнаружил его в 1614 году. Более ранние претензии — Генри Гудзона (Henry Hudson, 1607); Жана Фролика (1612); Жориса Каролуса (1614) — считаются «неубедительными».
Однако на карте Северного Ледовитого океана из Атласа Герарда Меркатора (1512—1594), изданной в Дуйсбурге в 1595 году, отчётливо обозначен некий остров под названием Beeren Syland — примерно на том же самом месте, между Гренландией и Норвегией.
В последующие столетия остров лишь изредка посещался китобоями и звероловами Северной Гренландской компании. Остров находится под управлением Норвегии с 1929 года.
С 1930-х годов на острове работала метеостанция Норвежского гидрометцентра, за исключением зимы 1940—41 годов. Длительное время спавший вулкан Беренберг (гора короля Хокона VII высотой 2277,3 м над уровнем моря) возобновил свою деятельность в 1970 году.
В 1961 году близ острова произошла авария на советской атомной подводной лодке К-19.
В 2015 станция LORAN-C была ликвидирована.

## Население
Коренное население отсутствует. В посёлке Олонкинбюэн проживает персонал, обслуживающий Станцию дальней навигации (LORAN-C) и радиостанцию метеорологической и береговой служб (июль 2004 года). Функции административного и гражданского управления непосредственно на острове делегированы начальнику станции LORAN-C.
Язык: норвежский.
Название территории:
- стандартная полная форма — нет;
- стандартная краткая форма — Ян-Майен.

Статус подчинённости: территория Норвегии; с августа 1994 года администрируется из Осло через губернатора фюльке Нурланн. Тем не менее власть на острове делегирована командиру станции Норвежской службы оборонных коммуникаций.
Законодательная система: законодательная система Норвегии
Флаг: используется флаг Норвегии

### Транспорт
Порты и гавани: нет; только внешние якорные стоянки.
Аэропорты: 1 (2003).
Аэропорты с грунтовыми взлетными полосами: всего — 1 от 1524 до 2437 м: 1 (2004).

### Экономика
Ян-Майен — вулканический остров без значительных природных ресурсов. Хозяйственная деятельность ограничена предоставлением услуг для служащих норвежских радио- и метеорологических станций на острове.

### Вооружённые силы
Защита острова входит в обязанности Норвегии. Международных разногласий нет.